# 许昭先
許昭先，义興郡人，刘宋政治人物。
叔父許肇之，因事獲罪，被囚禁在監獄裹，一連七年没有判决。子侄二十來人，许昭先家裹最贫寒，但他却一心一意獨自料理上訴的事，没有一天在家裏度過。給許肇之送的食物和衣被，没有一樣不是好的、新的。家產耗盡以後，就賣掉自家房宅用來補充上訴和供給叔父生活的費用。許肇之的幾個兒子都感到疲倦而懈怠，衹有許昭先没有懈怠休止，如此連續七年。尚書沈演之贊賞他的操行，許肇之的案子也因此得以解除。許昭先的舅舅夫妻二人都染瘟疫死亡，家中贫窮没有錢財用來出殯送葬，許昭先賣掉衣物來營辦殯葬之事。舅舅的三個兒子都還年幼，許昭先予以供給、照顧，使他們都得以成長。許昭先的父母都年老有病，家裹没有供使唤的僮人。他竭力奉養父母，祗要父母想吃什麽甜美的食物，他便順從其意，必定辦到。鄉里、宗族的人都贊揚他的孝行。雍州刺史劉真道下文書授予他征虜参軍的官職，許昭先因爲父母年老不就職。本縣補授他爲主簿，并派人迎接他赴任，許昭先因為叔父未曾做官，又堅决地推辭了。